# Segelfluggelände Hornberg

i7
i11
i13
Das Segelfluggelände Hornberg liegt etwa 8 km südöstlich von Schwäbisch Gmünd am Fuß des Kalten Felds auf einer Hochebene am Rand des Albtraufs.

## Flugbetrieb
Das Segelfluggelände liegt auf dem Flugplatz Hornberg. Es besitzt eine 400 m lange, asphaltierte Start- und Landebahn in Richtung 17/35 sowie eine 650 m lange Graslandebahn in Richtung 17/35. Die Grasbahn wurde im Zuge der Geländeumwidmung von 18/36 auf 17/35 korrigiert.
Das Segelfluggelände besitzt eine Zulassung für Segelflugzeuge, Motorsegler, Luftsportgeräte und motorgetriebene Luftfahrzeuge, soweit diese bestimmungsgemäß zum Schleppen von Segelflugzeugen, Motorseglern oder Hängegleitern Verwendung finden. Als Startarten sind Windenstart, Flugzeugschleppstart, Gummiseilstart und Eigenstart zugelassen.
Bis 2015 war der Baden-Württembergische Luftfahrtverband e. V. Eigentümer des traditionsreichen Geländes. Seit 2016 ist nun die Fliegergruppe Schwäbisch Gmünd neuer Eigentümer und betreibt den Platz in Zusammenarbeit mit der ebenfalls hier ansässigen Fliegergruppe Waldstetten e. V.
Flugbetrieb findet am gesamten Wochenende und mittwochs unter der Woche statt. An den anderen Werktagen wird nur bei entsprechend gutem Wetter geflogen. Der Flugbetrieb wird durch Vereinsmitglieder ehrenamtlich ermöglicht. Die Flugplatzfrequenz ist 122,030 MHz (neue Frequenz im 8,33-kHz-Raster, ehemals 122,025 MHz).
Bei entsprechenden Schneeverhältnissen wird das Gelände im Winter als Loipen- und Langlaufzentrum durch den Turnverein Weiler in den Bergen e. V. genutzt.

## Geschichte
Die ersten Flüge auf dem Hornberg fanden ca. 1925 statt. In den Anfängen wurde mit Gummiseilstart betrieben und die Hangkanten hinab gesegelt. Damit gehört das Segelfluggelände Hornberg zu den ältesten und traditionsreichsten Flugplätzen in ganz Deutschland. Von den Hallen und Gebäuden ist nach dem Zweiten Weltkrieg und einem Luftangriff nicht mehr viel übrig geblieben. Nach der offiziellen Erlaubnis der Alliierten wurde der Flugbetrieb 1952 wieder aufgenommen.